# Veronika Šramatyová
Veronika Šramatyová (mezinárodně i Veronika Sramaty; * 24. listopadu 1977, Zvolen) je slovenská malířka, konceptuální umělkyně, fotografka a básnířka.
Vystudovala Vysokou školu výtvarných umění v Bratislavě (prof. Daniel Fischer, prof. Ilona Németh). Je slovenskou umělkyní, věnuje se fotorealistické malbě, kterou propojuje s ideou a konceptem, přičemž autorskými strategiemi si vytváří vztah k divákovi, nebo ke galerijní instituci. Během dosavadní tvorby pracuje paralelně na několika projektech.
Veronika Šramatyová je autorka, která patří k výrazným postavám porevoluční generace. Charakteristickým prvkem její tvorby jsou neokonceptuální tendence v malbě. Zajímá ji vztah a propojení dvou médií, malby a fotografie, který neustále zkoumá a analyzuje. Často tematizuje hranice mezi umělcem a galerií, divákem a uměleckým dílem.
Kromě neokonceptuálních tendencí je u autorky patrný neustálý zájem o médium malby, využívajíc její fotorealistický jazyk, artikulujíc jím další významy a vrstvy, jak dokazuje i projekt Entries (také známý jako Projekt 19), kde v rámci výstavy This is my place (2003, Banská Bystrica) vystavila devatenáct fotorealistických maleb svých dosavadních bydlišť – vchodů nebo bran domů. Svou malou velikostí, rámováním a samozřejmě především technickým provedením silně evokují sérii odosobněně dokumentačních, ne-nostalgických fotografií.

## The Top Ten Projekt
Ke konci roku 2014 dokončila a uzavřela svůj výtvarný projekt #TheTopTen. Ten je sérií deseti maleb malého formátu na papíře, reagujících na fenomén sběratelství a prodeje umění v globálním rozsahu. Spolupráce, přátelství, afterparties, tokání s galeristy a na druhé straně umístění vlastních děl do významné sbírky, si osvojila jako autorskou, uměleckou strategii i při projektu The Top Ten. Desítka nejlepších sběratelů a sběratelek, obchodníků s uměním z uvedeného žebříčku jak se na prestižních studiových záběrech, nebo vernisážích, benefičních akcích fotografují v přátelském objetí s autorkou středoevropského formátu – s Veronikou Šramatyovou. Při bližším pohledu zjistíme, že kromě toho, že fotografie a jejich záběry jsou notoricky známé z imagebankovního zdroje, je uskutečněna záměna postav. Veronika Šramatyová přemalovala osobní přátele obchodníků a obchodnic s uměním a místo nich dosadila sebe. Tak se autorka ocitla v lepší newyorské společnosti obchodnických celebrit s uměním. Malby na papíře jsou reprodukovány v doprovodném katalogu reprodukovány v reálné velikosti 8,5 x 12,5 cm.

## Samostatné výstavy
- 2016 Periferní centra Dúbravica, Projekt Jednota No.3. , Dúbravica (BB), Slovensko
- 2016 Vlastnosti metafor a intuice rozumu, Galerie 19, Bratislava, Slovensko
- 2015 The Top Ten, Soda Gallery, Bratislava, Slovensko
- 2014 Landscape, Flatgallery, Bratislava, Slovensko
- 2013 About the Importance of Forgetfulness, ArtWall Project Space, Atény, Řecko
- 2010 Hard Work/Clean Work, Stredoslovenská galéria, Banská Bystrica, Slovensko
- 2010 Barter Collection, Soda Gallery, Bratislava, Slovensko
- 2008 Hobby Painting, Room 19_21 Středoslovenská galerie, Banská Bystrica, Slovensko
- 2007 Jungen Slovakinnen (spolupráce: M. Nociar-Rázus a R. Prokop), Greillenstein, Rakousko
- 2004 Come and Win!, HIT Gallery, Bratislava, Slovensko
- 2003 Medium (spolupráce: B. Balážová, J. Triaška), Galerie Médium, Bratislava, Slovensko
- 2001 Artoday (spolupráce: A. Mona Chisa), Buryzone, Bratislava, Slovensko

## Vybrané skupinové výstavy
- 2019 Statek Robinsona, Muzeum Architektury, Vroclav, Polsko
- 2018 Total Romantic, Galéria Jána Koniarka,[4] Trnava, Slovensko
- 2017 Wratislavia Pro Bratislava / Bratislava Pro Wratislavia, Galeria Miejska,[5] Vroclav, Polsko
- 2016 Landscapes, Bartók Gallery, Budapešť, Maďarsko
- 2015 Export, Krokus Contemporary Art Gallery, Bratislava, Slovensko
- 2015 A Touch of California, Nástupište 1-12, Topoľčany, Slovensko
- 2015 Art has no Alternative, Tranzit Gallery, Bratislava, Slovensko
- 2014 Christmas Bestseller Vol.6, SODA Pop UP Gallery, Bratislava, Slovensko
- 2014 Christmas Selection, Schemnitz Gallery, Banská Štiavnica, Slovensko
- 2014 999 l Nine Nine Nine, River Gallery, Bratislava, Slovensko
- 2014 Christmas Bestseller Vol. 6, SODA Pop UP Gallery, Bratislava, Slovensko
- 2014 I Came, I Saw, Apricity Gallery, Santa Cruz, Kalifornie, Spojené státy americké
- 2014 7th Nový zlínsky salon, Krajská galerie výtvarného umění ve Zlíně, Zlín, Česko
- 2013 Home Sweet Home, Soda Gallery, Bratislava, Slovensko
- 2013 Zero Years – Nullerjahre, Freies Museum, Berlín, Německo
- 2013 Photography or Painting?, Flatgallery, Bratislava, Slovensko
- 2013 Auf Der Strecke, Stadtgalerie, Bern, Švýcarsko
- 2013 First Exhibition, Lab – Kunsthalle Bratislava, Slovensko
- 2013 Come in (!) Please, Turiec Gallery, Martin, Slovensko
- 2013 ArtD. No1, House of Art, Bratislava, Slovensko
- 2013 Suspicious Free Time, Open Gallery, Bratislava, Slovensko
- 2012 Delete, Slovenská národní galerie, Slovensko
- 2011 2nd Danube Biennale, Danubiana Meulensteen Art Museum, Bratislava, Slovensko
- 2011 Zero Years, Slovak art 1999–2011, Dom umenia, Bratislava, Slovensko
- 2011 Maľba roka 2011 Cena Nadácie VÚB za maliarske dielo pre mladých umelcov, Ministerstvo kultury Slovenské republiky, Bratislava, Slovensko
- 2011 Manual For the Perfect Viewer, Nitrianska galéria, Nitra, Slovensko
- 2010 Maľba po maľbe, Slovenská národní galerie, Bratislava, Slovensko
- 2009 Pasce vizuálnej ilúzie – Súčasné formy Trompe'l Oeil, Nitrianska galéria, Nitra, Slovensko
- 2009 Causa Corporalis, Central Slovakian Gallery, Banská Bystrica, Slovensko
- 2009 Perfect Asymmetry II – Donumenta, Städtische Galerie Leerer Beutel, Řezno, Německo
- 2009 Dialogue, PF1 Gallery, Bratislava, Slovensko
- 2009 Plus Minus XXI, Dom umenia, Bratislava, Slovensko
- 2009 Contact, Oslo City Hall Gallery, Oslo, Norsko
- 2008 Slovak Picture [Anti-Picture], Jízdarna Pražského hradu, Česko
- 2008 Contact, Slovenská výtvarná únia, Bratislava, Slovensko
- 2008 Case History, Central Slovakian Gallery, Banská Bystrica, Slovensko
- 2008 Close Encounters, Soho in Ottakring, Vídeň, Rakousko
- 2008 Essl Award 2007, Kunstforum Ostdeutsche Galerie, Regensburg, Německo
- 2007 Essl Award 2007, Essl Museum, Klosterneuburg / Viedeň, Rakúsko
- 2007 K.O.Mix, Nitra Gallery, Nitra, Slovensko
- 2007 Istroart, Galéria Médium, Bratislava, Slovensko
- 2007 Essl Award 2007, Medium Gallery, Bratislava, Slovensko
- 2006 Transfer, Museum of Contemporary Art in Vojvodina, Novi Sad, Srbsko
- 2006 Runaway, Space for Contemporary Arts, Bratislava, Slovensko
- 2006 22 Minutes 50,28 Seconds, University Library, Jyväskylä, Finsko
- 2006 22 Minutes 50,28 Seconds, CAISA Center/City of Helsinki Cultural Office, Helsinky, Fínsko
- 2006 Prievan v Slovenskej maľbe 2000–2005, Galéria P. M. Bohúňa, Liptovský Mikuláš, Slovensko
- 2006 22 Minutes 50,28 Seconds, Art Factory Gallery, Praha, Česko
- 2005 Prievan v Slovenskej maľbe 2000–2005, Galerie hlavního města Prahy, Praha, Česko
- 2005 White Greetings for Belarus, National Art Museum of The Belarus, Minsk, Bělorusko
- 2005 Prievan v Slovenskej maľbe 2000–2005, Central Slovakian Gallery, Banská Bystrica, Slovensko
- 2005 Market, Space for Contemporary Arts, Stará tržnica, Bratislava, Slovensko
- 2005 Prague Biennale 2 (Nová slovenská scéna), Karlín Hall, Praha, Česko
- 2005 Prievan v Slovenskej maľbe 2000–2005, Museum of Art Zilina, Žilina, Slovensko
- 2004 Under the Blue Sky, Open Gallery, Nadácia- Centrum súčasného umenia, Bratislava, Slovensko
- 2004 4Play, Displej Gallery, Bratislava, Slovensko
- 2004 Re:Location Academy – Shake Society, Casino Luxembourg – Forum d'art Contemporain, Luxembourg, Lucembursko
- 2004 Casting, Gallery Priestor for Contemporary Arts, Bratislava, Slovensko
- 2004 Finalistka Egoart Prize, Gallery HIT, Bratislava, Slovensko
- 2004 Mak Nite. Europa Jetzt, HIT Gallery, Museum of Applied Arts, Viedeň, Rakúsko
- 2004 This is My Place 2, Galéria Jána Konairka, Synagóca – Centrum súčasného umenia, Trnava, Slovensko
- 2004 Media Factory, Zsolnay Factory, Pécs, Maďarsko
- 2003 This is My Place 1, Stredoslovenská galleria, Banská Bystrica, Slovensko
- 2003 Graduation Works, Open Gallery, Nadácia- Centrum súčasného umenia, Bratislava, Slovensko
- 2003 Czechoslovakia, Slovenské národné múzeum, Bratislava, Slovensko
- 2002 Nybüvitt, Galéria Jána Koniarka, Synagogue – Center for Contemporary Arts, Trnava, Slovensko
- 2002 TRANZart disLOCATED, Mediawave Foundation, Győr, Maďarsko
- 2002 TRANZart disLOCATED, At Home Gallery Foundation, Šamorín, Slovensko
- 2002 TRANZart disLOCATED, Maszk Association, Segedín, Maďarsko
- 2002 TRANZart disLOCATED, Kibla Multimedia Centre, Maribor, Slovinsko
- 2002 TRANZart disLOCATED, Tranzit Foundation, Kluž, Rumunsko
- 2002 Slovak Contemporary Art/Priestor Gallery, Artforum Berlin, Berlín, Německo
- 2001 Gallery by Day, Akcia, Bratislava, Slovensko

## Vlastní publikační projekty
- 2019 Rodinné konstelace[6], Book of Poetry. Publisher: Ars Poetica, Slovensko
- 2014 The Top Ten, Catalogue, Workshot, oz , Slovensko
- 2010 Veronika Šramatyová, Catalogue, Self-published, Slovensko
- 2009 Untitled, Book of Poetry. Publisher: Ars Poetica, Slovensko
- 2003 Come and Win! Catalogue, samizdat, Slovensko

## Residence, workshopy, festivaly
- 2016 Periferní centra Dúbravica, Project Jednota No.3, Slovensko
- 2015 DIY Residency, Seattle, San Francisco, New York, USA
- 2014 REGULAR LINE Topoľčany[7] – Santa Cruz, California, USA
- 2013 Export Residency Banská St a nice in PROGR, Bern, Slovensko a Švýcarsko
- 2009 Ars Poetica mezinárodní festival poezie, Bratislava, Slovensko
- 2007 Painting, workshop in Mojmírovce, Slovensko
- 2004 RE:LOCATION ACADEMY / SHAKE SOCIETY,[8] Casino Luxembourg – Forum d'art contemporain, Lucembursko
- 2002: TRANZart disLOCATED, Cluj, Rumunsko